# Тьерри I (граф Монбельяра)
Тьерри I (фр. Thierry I de Montbéliard; ок. 1045 — 2 января 1105) — второй граф Монбельяра, Феррета и Альткирха, граф Бара и сеньор Муссона с 1093, граф Вердена с 1100, сын Людовика, графа Монбельяра и Бара, и Софии де Бар, графини Бара и Муссона.

## Биография
Благодаря своему браку около 1065 года с Ирментрудой Бургундской, дочерью пфальцграфа Бургундии Гильома I, Тьерри вступил во владение замком Монбельяр и расположенной вокруг него сеньорией.
После смерти отца (около 1073 года) Тьерри унаследовал Монбельяр, Феррет и Альткирх, а также предъявил претензии на Лотарингское герцогство, как уже делал его отец благодаря своему браку с Софией, дочерью герцога Верхней Лотарингии Фридриха II. Однако император Священной Римской империи Генрих IV отказал Тьерри в его требованиях, закрепив права на герцогство за Тьерри II Храбрым. В ответ Тьерри I опустошил епископство Мец, но вскоре потерпел поражение от епископа Адальберона III и Тьерри II.
Примирившись с церковью, он основал монастырь в Хагенау в 1074 году и восстановил церковь в Монбельяре в 1080 году. Несмотря на данный раннее обет, Тьерри не участвовал в Клермонском соборе в 1095 году или крестовых походах из-за болезни. Вместо себя он послал своего сына Людовика. В 1100 году епископ Вердена Ришар передал Тьерри светскую власть в Вердене, но отношения между Тьерри и духовенством были неспокойными.
В 1102 году в Альткирхском замке Тьерри составил завещание, разделив свои владения между сыновьями. 2 января 1105 года Тьерри скончался. На тот момент Людовик был убит, другой сын, Гильом, также скончался, а Гуго либо был духовным лицом, либо уже умер, так как в завещании упомянут не был. Фридрих I стал графом Феррета и Альткирха, Рено I — Бара, а Тьерри II получил графство Монбельяр.

## Брак и дети
Жена: Ирментруда (ок. 1058 — после 8 марта 1105), дочь Гильома I, пфальцграфа Бургундии, сестра папы Каликста II. Дети:
- Фридрих I (1074/1078—19 июля 1160), граф Феррета и Альткирха
- Рено I (1075/1077 — 25 февраля или 10 марта 1149), граф Бара
- Тьерри II (1076/1085—1163), граф Монбельяра с 1105
- Людовик (1077/1079—1102), активный участник Первого крестового похода
- Этьен (умер 29 декабря 1162), епископ Меца с 1120
- Гильом (умер до 8 марта 1105)
- Гуго (упоминается 8 марта 1105), вероятно духовное лицо, так как не упоминается в завещании своего отца
- Гунтильда (умерла 21 февраля 1131), аббатиса Библисхейма
- Агнес де Бар (умерла после 1140); муж с 1104 — Герман II (ок. 1075—ок. 1036), граф Зальма
- Матильда; муж с 1104 — Адальберт (умер до 30 августа 1125), граф Мёрсберга